# Ernest Solvay
Ernest Gaston Solvay (Rebecq, 1838. április 16. – Ixelles, 1922. május 26.) belga vegyész, iparos és politikus.

## Élete
Rebecq városában született. Betegsége miatt nem mehetett egyetemre, de már fiatal korában foglalkoztatták a természettudományok, a természetrajz, a fizika és a kémia. 21 éves korától apja vegyi üzemében dolgozott. Bátyjával, Alfreddal együtt itt dolgozták ki 1861-ben a Solvay-eljárást, amely a szódagyártásban használt Leblanc-eljárásnál jóval hatékonyabb volt.
A Solvay-eljárás során nátrium-karbonátot kalcium-karbonátból és nátrium-kloridból. A folyamat alapanyagai a sósvíz (nátrium-klorid) és mészkő, amely nagy mennyiségben hozzáférhető Belgiumban.
Az eljárást Solvay szabadalmaztatta és 1863. december 24-én megalapította a Solvay & Cie vállalatot Couillet városában (ma Charleroi része). Több mint 10 éven keresztül tartott az eljárás tökéletesítése, ennek során a vállalat többször is majdnem csődbe ment. Kitartásának, illetve a család és a barátok támogatásának köszönhetően azonban végül sikerre vitte módszerét, és világszerte számos Solvay-üzem indult be, elsőként Angliában, az Egyesült Államokban, Németországban és Ausztriában. Ma kb. 70 üzemben használják a Solvay-eljárást nátrium-karbonát, illetve kalcium-klorid előállítására.
Az eljárás szabadalmaztatásából Solvay jelentős vagyont szerzett, amelyet elsősorban emberbaráti célokra fordított.
Korát meghaladó szociálpolitikai nézetei voltak, és vagyona révén ezeket a gyakorlatba is át tudta ültetni: dolgozóinak társadalombiztosítási rendszert hozott létre, és 1878-tól nyugdíjat fizetett, 1879-től bevezette a nyolcórás munkanapot, és 1913-tól fizetett szabadságot adott a gyár munkásainak.
A belga társadalomban is megpróbálta eszméit elterjeszteni, ezért 1895-ben létrehozta az „Institut des Sciences Sociales” (Társadalomtudományi Intézet) a brüsszeli szabadegyetemen belül (amely ma két részre oszlott, a francia Université Libre de Bruxelles és a flamand Vrije Universiteit Brussel). 1903-ban megalapította a Solvay Business Schoolt, amely szintén a brüsszeli szabadegyetem része.
1911-ben nagy jelentőségű fizikai konferenciát rendezett, olyan hírességek, mint Max Planck, Ernest Rutherford, Marie Curie, Henri Poincaré és az akkor még csak 32 éves Albert Einstein részvételével. Egy későbbi konferenciáján Niels Bohr, Werner Heisenberg, Max Born, és Erwin Schrödinger vettek részt. A konferenciasorozatot 1911 és 1991 között 20 alkalommal rendezték meg.
Politikai pályafutása során kétszer is megválasztották a belga szenátusba, és élete vége felé államminiszternek nevezték ki. Nevét máig őrzi az Amerikai Egyesült Államokban található Solvay, New York városa, ahol az első Solvay-üzem felépült.
84 éves korában Brüsszel Ixelles nevű kerületében halt meg, és az ottani temetőben van eltemetve.

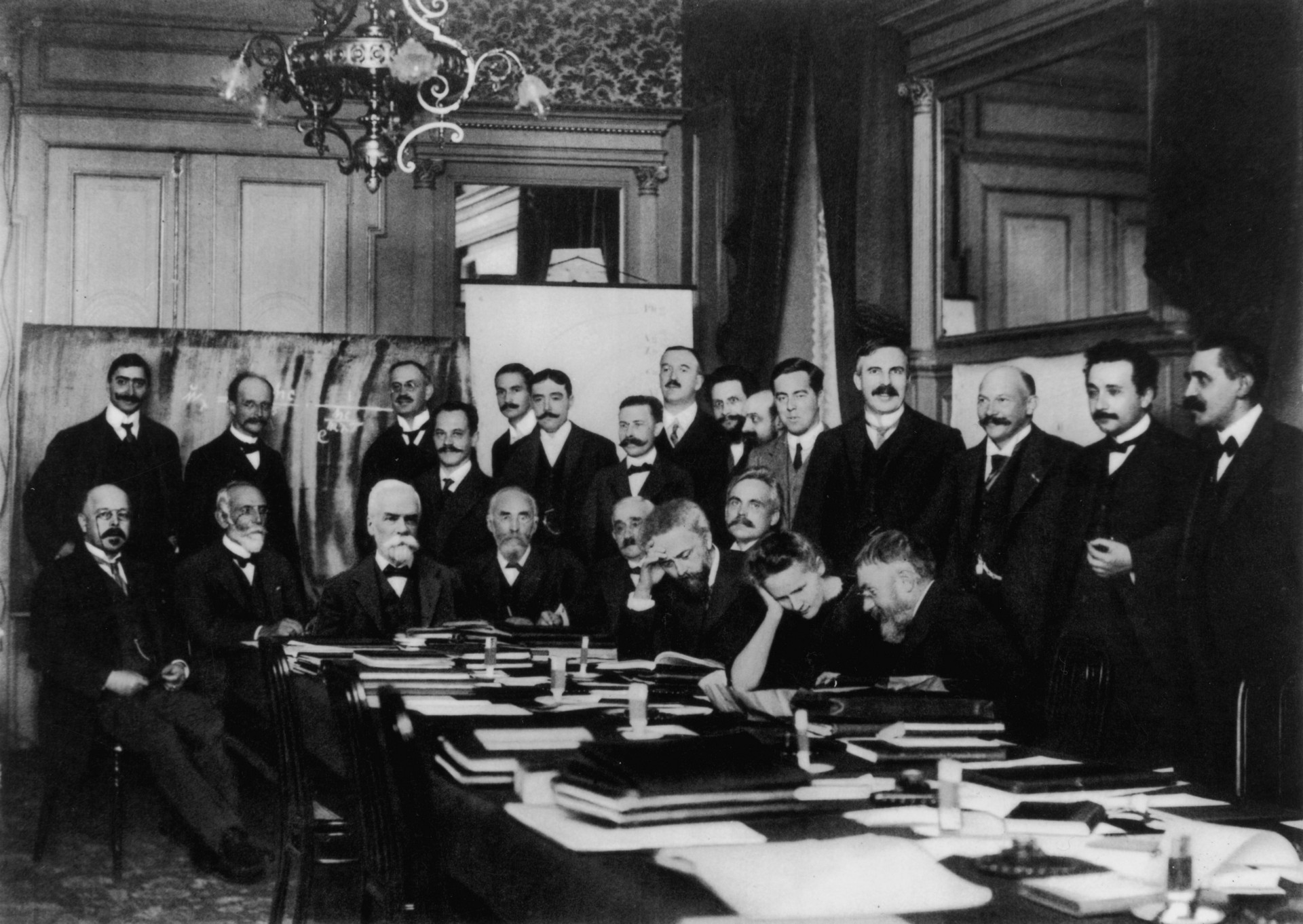
Az első Solvay Conference résztvevői 1911-ből. Ernest Solvay az ülők között balról a harmadik. Mivel nem volt jelen, amikor a fénykép készült, fejét később ragasztották rá a fotóra